# Rio Cabii
O Rio Cabii é um rio da Romênia afluente do Rio Someşul Mare, localizado no distrito de Bistriţa-Năsăud.